# Ladarius Green
Ladarius Green (* 29. Mai 1990 in Berlin, Deutschland) ist ein US-amerikanischer American-Football-Spieler in der National Football League (NFL). Er spielte zuletzt für die Pittsburgh Steelers als Tight End.

## College
Green spielte an der University of Louisiana at Lafayette. Hier spielte er von 2008 bis 2011 und erzielte dabei 22 Touchdowns.

## NFL

### San Diego Chargers
2012 wurde Green beim NFL Draft in der 4. Runde, als insgesamt 110., von den San Diego Chargers ausgesucht. Er wurde von Anfang an als Tight End eingesetzt.

### Pittsburgh Steelers
Zur Saison 2016 wechselte er zu den Pittsburgh Steelers. Nach der Saison wurde er nach nur einem Jahr mit den Steelers wieder entlassen.